# La Roque-Gageac
La Roque-Gageac is een gemeente in het Franse departement Dordogne (regio Nouvelle-Aquitaine). De gelijknamige plaats ligt aan de Dordogne vlak bij Domme, Sarlat-la-Canéda en Beynac-et-Cazenac.
De gemeente telde op 1 januari 2022 439 inwoners en maakt deel uit van het arrondissement Sarlat-la-Canéda. La Roque-Gageac is bereikbaar via de D703.

## Geografie
De oppervlakte van La Roque-Gageac bedraagt 7,17 km², de bevolkingsdichtheid is 60 inwoners per km² (per 1 januari 2019).
De onderstaande kaart toont de ligging van La Roque-Gageac met de belangrijkste infrastructuur en aangrenzende gemeenten.

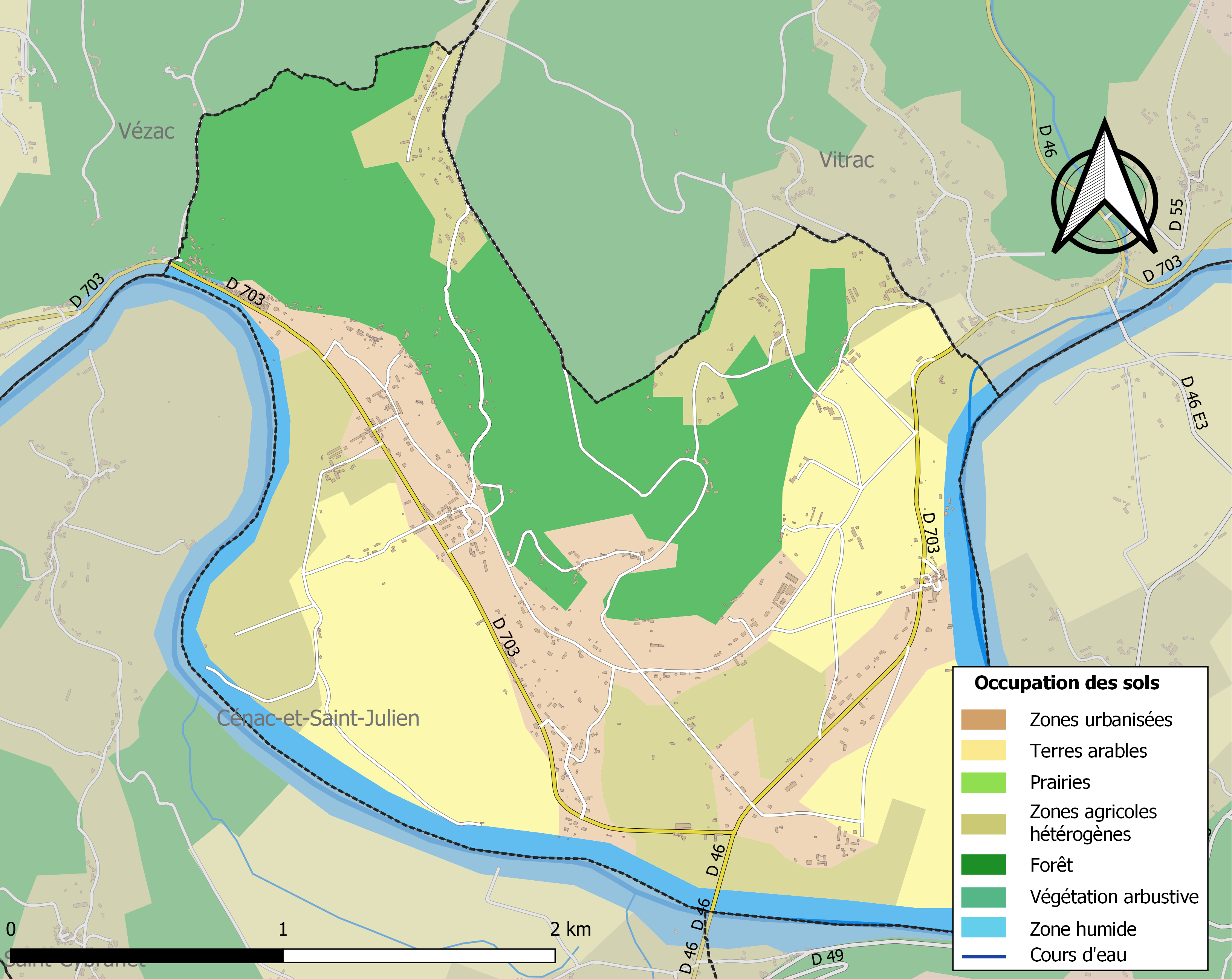

## Bezienswaardigheden
Het dorp is lid van Les Plus Beaux Villages de France. Het karakteristieke langgerekte dorp bestaat voornamelijk uit een hoofdstraat met fraaie huizen die voor de hoge rotswand zijn gebouwd. Het heeft enkele schilderachtige straten. Ook is er een soort dorpsplein. In de middeleeuwen was het met wallen versterkt. Het was ook de buitenplaats voor de bisschoppen van Sarlat.
In La Roque-Gageac bevindt zich een fort uit de 12e eeuw en het landhuis Manoir de Tarde. Dat was het familiedomein van zowel de 17e-eeuwse kanunnik en wetenschapper Jean Tarde als de 19e-eeuwse jurist en socioloog Gabriel Tarde.
In 1957 vond in La Roque-Gageac een drama plaats. De rotswand stortte voor een deel naar beneden, met drie doden als gevolg. Tegenwoordig is het een toeristische bestemming, door zijn mooie ligging.

## Demografie
Onderstaande figuur toont het verloop van het inwonertal (bron: INSEE-tellingen).